# Cazadores del desierto
El batallón cívico movilizado Cazadores del desierto fue una unidad militar de infantería creada a partir de una unidad ya existente, la Legión extranjera, por el gobierno de Chile al comienzo de la Guerra del Pacífico. Participó en la Campaña de Tacna y Arica y finalmente fue disuelto para completar las otras unidades de la 4. división.
Su actuación dio motivo a quejas tanto civiles como militares por su falta de disciplina y la falta de moral en su comportamiento.

## Creación, acciones y disolución
Por decreto del 29 de abril de 1879 se creó un batallón cívico de 600 plazas con el nombre de “Legión Extranjera”, compuesto de 4 Compañías, con la dotación de oficiales y clases como determinaba el Reglamento de la Guardia Nacional. Dos semanas después se ordenó el cambio de nombre a Cazadores del desierto y fue puesto a las órdenes de Orozimbo Barbosa y sus ayudantes Hilario Bouquet y Benjamín Fernández Rodella. En agosto del mismo año, el batallón se encontraba en San Bernardo y bajo las órdenes de H. Bouquet era parte del ejército de reserva. Su escudo llevaba la inscripción "Dios y Patria" en la parte superior y "Cazadores del Desierto" en la inferior.
El 19 de septiembre desembarcaron en Antofagasta, y en octubre fueron estacionados en Calama. En febrero de 1880 fueron desembarcados en Iquique, donde ya se criticaba su comportamiento y se pensaba su disolución. El comandante Jorge Wood escribió a sus superiores: «Hay algunos señores oficiales que son de muy urgente necesidad separar del Batallón; deshonran al país y al Ejército con su conducta antimilitar, viciosa e incorregible, y su estadía en el cuerpo es infinitamente más perjudicial que útil».
En mayo de 1880, asignados a la 4. división de Barbosa, desembarcaron en Ite durante la Campaña de Tacna y Arica. La unidad participó en la Batalla de Tacna el 26 de mayo, atacando las posiciones aliadas por la gola (flanco espalda).
El 14 de agosto de 1880 fue disuelto por decreto del presidente Aníbal Pinto y su comisario José Francisco Vergara, y el batallón y sus remanentes fueron integrados a otras unidades del ejército expedicionario.